# Albert Bohlen
Albert Bohlen (* Ende des 16. Jahrhunderts; † 9. Juni 1665 in Aurich) war von 1632 bis 1638 Bürgermeister von Aurich. Sein Vater war Bole Heyen aus Felde, der von 1608 bis 1620 Stadtoberhaupt war.

## Leben
Albert Bohlen wurde in Aurich geboren und studierte an der Universität Helmstedt Jura. Dort wurde ihm der akademischen Grad Doctor Juris verliehen. Bohlen war zunächst beim Grafen Ulrich II. Assessor am Hofgericht tätig und war für Familienangelegenheiten zuständig. Während des Dreißigjährigen Krieges wurde er 1632 durch Vermittlung des Kanzlers Dothias Wiarda Bürgermeister von Aurich.
1637 flüchtete er mit vielen Einwohnern vor den hessischen Truppen in die besser befestigte Stadt Emden und wurde dort Jurist. Im Jahre 1639 wurde er zum gräflichen Rat ernannt. 1653 wurde er Rat und Amtmann von Aurich und im darauf folgenden Jahr Hof- und Gerichtsassessor.
Albert Bohlen war vermutlich ein geschichtlich interessierter Mann, da er eine Chronik der Geschehnisse zwischen 1370 und 1651 verfasste, die er dem Geschichtsschreiber Enno Tjaden hinterließ.

## Familie
Bohlen war verheiratet. Sein Sohn Christian († 1690) studierte in Leipzig Jura und wurde 1661 Amtmann von Stickhausen und 1678 Regierungsrat. Seine Schwester Anna († 1642) war die Mutter von Johann Hülsemann.